# Leszek Mocha
Leszek Mocha – polski duchowny zielonoświątkowy, wieloletni członek Prezydium Naczelnej Rady Kościoła Zielonoświątkowego w RP oraz były zastępca prezbitera naczelnego Kościoła.

## Życiorys
W 1982 nawrócił się, zaś w 1983 przyjął chrzest. W 1988 został ordynowany na prezbitera. Ukończył The International Bibie Training Institute w Burgess Hill, w Anglii. W latach 1987–2000 piastował funkcję dyrektora Misji Krajowej. Był również prezbiterem okręgowym Okręgu Południowego oraz I zastępcą prezbitera naczelnego Kościoła Zielonoświątkowego w RP Marka Kamińskiego. Od 1988 jest pastorem Zboru „Oaza Miłości” w Jastrzębiu-Zdroju. Jest również wykładowcą Krakowskiego Seminarium Biblijnego oraz Seminarium Teologicznego w Ustroniu. 29 sierpnia 2020 w trakcie Synodu został wybrany na prezbitera okręgowego Okręgu Południowego Kościoła.
Jak podał w 2017 roku Adam Ciućka w artykule pt. Kościół pod nadzorem bezpieki na łamach portalu Ekumenizm.pl, według zachowanych w archiwach IPN dokumentów na początku lat 80. XX wieku, Leszek Mocha został zarejestrowany przez SB jako tajny współpracownik pod pseudonimem TW „Jan”.